# 手越增田 第2次巡迴演唱會 手越增田的愛
《手越增田 第2次巡迴演唱會 手越增田的愛♥》為日本男偶像音樂組合手越增田的第二張巡迴演唱會DVD。

## 概要
- 初回、普通版皆收錄相同歌曲，初回版限定包裝為52頁精裝寫真書式樣。
- 另外收錄追加公演「續集‧手越增田的愛♥」中演唱的3首歌，以及巡迴演唱會紀實。

## 收錄內容[3]

### DISC1
※APPROX.130min.
1. 手越增田的愛♥
2. 音色
3. La‧La‧櫻花
4. 妳＋我＝LOVE？
5. 味噌湯
6. Chocolate
7. What's going on?
8. 倘若，這世上再也沒○○
9. 小小的單戀
10. 愛的小傘
11. 頭一次的早晨
12. 消不去（手越solo）
13. 讓大家的世界合一讓更多的愛被給予和接受（增田solo）
14. 我的灰姑娘
15. MC
16. Chu Chu Chu!
17. 義大利
18. 餞別
19. 我們的天空
20. HIGHWAY
21. 獵豹 大猩猩 紅毛猩猩

### DISC2
※APPROX.104min.
1. 夜裡記得看星星
2. KISS～回家路上的情歌～
3. 膽小男孩
4. 我回來了，歡迎回家（續集・手越增田的愛♥）
5. 我的灰姑娘（續集・手越增田的愛♥）
6. 在愛之中（續集・手越增田的愛♥）（未收錄於CD作品）
7. 手越增田的愛之另一面 -Tour Documentary-

## 資料來源
1. ↑  「Johnny's net『テゴマス 2nd ライブ テゴマスのあい』」檢閱日期：2015年11月10日。
2. ↑  「愛貝克思官方網站 - 手越增田歷年作品 （页面存档备份，存于）」檢閱日期：2015年11月10日。
3. ↑  「愛貝克思官方網站 - 手越增田歷年作品 （页面存档备份，存于）」檢閱日期：2015年11月10日。
4. ↑  「Johnny's net『テゴマス 2nd ライブ テゴマスのあい♥』 （页面存档备份，存于）」檢閱日期：2015年11月10日。
5. ↑  「Johnny's net『テゴマス 2nd ライブ テゴマスのあい♥』 （页面存档备份，存于）」檢閱日期：2015年11月10日。